# 래리 앤더슨
래리 앤더슨(Larry Anderson, 1952년 9월 22일 ~ )은 미국의 배우, 텔레비전 배우, 마술사이다.
미네소타주에서 태어났다.

## 영화
- 스타 트랙 9 - 최후의 반격 (1998년)
- 스파이더맨 (1977년)
- 우리 생애 나날들 (1965년)